# Mirosław Mordel
Mirosław Mordel (ur. 24 grudnia 1960 w Opolu Lubelskim) – kontradmirał Marynarki Wojennej RP.

## Życiorys
Urodził się w Opolu Lubelskim, gdzie uczęszczał do szkoły podstawowej, a następnie ukończył miejscowe Liceum Ogólnokształcące. Po maturze, w latach 1979–1984 studiował w Akademii Marynarki Wojennej w Gdyni, a po jej ukończeniu służył na okrętach podwodnych, awansując później na stanowisko dowódcy ORP "Dzik".
W latach 1995–1996 odbył studia podyplomowe w Akademii Marynarki Wojennej. W 1997 został szefem sztabu Dywizjonu Okrętów Podwodnych, a następnie w 1999 starszym specjalistą Oddziału Operacyjnego Sztabu MW. W 2000 ukończył kurs sztabowy w Akademii Dowodzenia Bundeswehry w Hamburgu, po czym pracował w Dowództwie Okrętów Podwodnych NATO Wschodniego Atlantyku (COMSUBEASTLANT) w Northwood. W 2003 został zastępcą dowódcy Dywizjonu Okrętów Podwodnych, a w marcu 2004 dowódcą tegoż dywizjonu.
W latach 2007–2009 służył w Sztabie Marynarki Wojennej. W czerwcu 2010 ukończył roczne Podyplomowe Studia Polityki Obronnej w Akademii Dowódczej Marynarki Wojennej w Newport (USA), a następnie służył w Sztabie Generalnym.
1 stycznia 2014 został dowódcą 3 Flotylli Okrętów. 15 sierpnia tego roku awansowany do stopnia kontradmirała.
7 marca 2016 został Inspektorem Marynarki Wojennej. Z dniem 31 stycznia 2019 zakończył zawodową służbę wojskową.